# 奧托·格斯勒

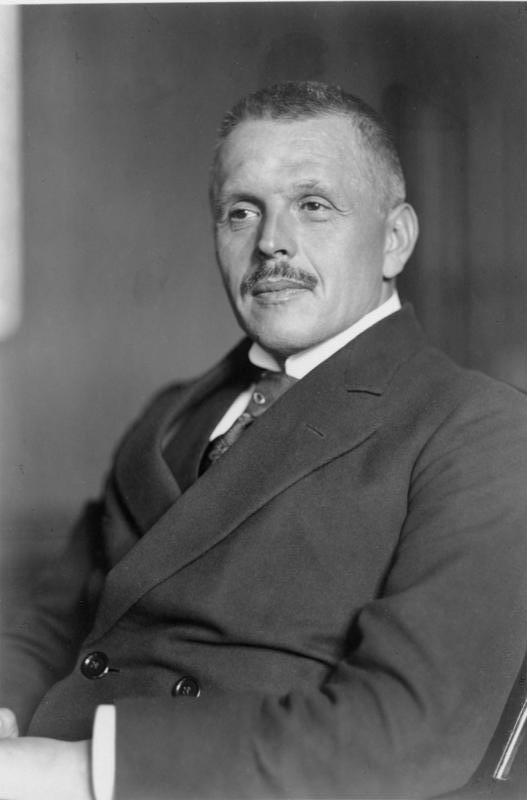
奧托·格斯勒

奥托·卡尔·格斯勒（德語：Otto Karl Geßler；1875年2月6日—1955年3月24日）是一位德国魏玛共和国的政治家。他在1910至14年是雷根斯堡的市长；在1913至19年是纽伦堡的市长。魏玛时期，他是德国民主党的领袖之一。1919至28年，他大多在魏玛政府的内阁担任国防部长。
| 前任： 古斯塔夫·诺斯克            | 德国国防部长 1920-28年 | 繼任： 威廉·格勒纳                |
| 前任： 马丁·希勒 (Martin Schiele) | 德国内政部长 1925-26年 | 繼任： 威廉·库尔茨 (Wilhelm Külz) |